# Шахад, Абдул-Гани
Абдул-Гани Шахад (англ. Abdul Ghani Shahad; 7 марта 1968, Эн-Наджаф) — иракский футболист, выступавший на позиции защитника и футбольный тренер.

## Карьера
В качестве футболиста выступал за клуб «Наджаф» из своего родного города.
В 1999 году завершил игровую карьеру и перешёл на тренерскую работу. В том же году на короткое время стал главным тренером родного клуба, когда многолетний наставник команды Наджех Хумуд отлучился для работы в сборную Ирака. В 2003 году, после отставки Наджеха Хумуда, Шахад снова возглавил «Наджаф». В сезоне 2005/06 вместе с командой выиграл серебряные медали чемпионата страны, на следующий год выиграл бронзу.
В сезоне 2008/09 возглавлял клуб «Аль-Талаба» и привёл его к третьему месту в предварительной подгруппе среди 13 команд, однако этого не хватило для выхода в плей-офф за медали. В следующем сезоне тренировал клуб «Кербела», чемпионат Ирака в этом сезоне проходил в три стадии, на первом этапе клуб занял в своей подгруппе четвёртое место из 18 участников, на втором этапе был третьим среди четырёх команд и в финальную стадию не прошёл.
В 2010 году тренер в очередной раз вернулся в «Наджаф» и работал с ним в течение трёх сезонов. В августе 2013 года возглавил другую команду из Эн-Наджафа, «Нафт Аль-Васат», которую вывел из первого дивизиона в высший и на следующий год, в дебютном сезоне сенсационно привёл к чемпионскому титулу.
В августе 2015 года назначен тренером молодёжной (U23) сборной Ирака. На чемпионате Азии среди молодёжных команд 2016 года, проходившем в Катаре, Шахад привёл иракскую команду к бронзовым медалям, единственное поражение Ирак потерпел в полуфинале от будущих чемпионов — японцев. Показанный на турнире результат позволил сборной Ирака отобраться на Олимпиаду-2016.
В марте 2016 года, после отставки главного тренера сборной Ирака Яхьи Алвана, Шахад был назначен исполняющим обязанности тренера сборной. Под его руководством команда сыграла один матч, 29 марта 2016 года против Вьетнама, и одержала победу 1:0. Вскоре после матча Шахад уступил пост тренера Радхи Шенайшилю.

## Достижения
- Чемпион Ирака: 2014/15
- Серебряный призёр чемпионата Ирака: 2005/06
- Бронзовый призёр чемпионата Ирака: 2006/07
- Победитель первого дивизиона Ирака: 2013/14
- Бронзовый призёр молодёжного чемпионата Азии 2016